# Wilson Obungu
Wilson Obungu Oduor  (* 5. September 1984 in Mombasa) ist ein kenianischer Fußballtorhüter. Er spielt seit 2013 bei Bandari in der Kenyan Premier League (KPL).

## Laufbahn

### Verein
Wilson Obungu ging an der Khamisi High School in Tudor, Mombasa District, zur Schule. 1999, während der Fourth Form, spielte er für Coast Stars in der Premier League und wechselte nach dem Schuljahr nach Nairobi, zu Tusker FC. Später kehrte er nach Mombasa zurück, um für Bandari zu spielen, wo er den Spitznamen Oburu bekam. 2009 nahm ihn Sofapaka unter Vertrag und wurde dort Stammspieler.
Im Dezember 2010 erlitt Wilson Obungu beim Training einen Kreuzbandriss. Am 8. März 2011 wurde er im Kenyatta Hospital operiert. Im Juni 2011 – ein halbes Jahr nach seiner Verletzung – wurde Obungu von Sofapaka wieder in den Kader genommen. Er kam jedoch die restliche Saison nicht zum Einsatz und sein Vertrag wurde nicht verlängert. In der Saison 2012 spielte er bei SoNy Sugar und kehrte 2013 zu Bandari zurück. In diesem Jahr wurde er erneut Stammspieler und wurde für den Torhüter des Jahres bei den KPL Awards nominiert.

### Nationalmannschaft
2009 und 2010 kam Wilson Obungu zu neun Einsätzen in der kenianischen Fußballnationalmannschaft, er spielte immer, wenn der damalige Stammtorhüter Arnold Origi nicht im Einsatz war. Zur COSAFA Senior Challenge 2013 wurde er erstmals nach seiner Verletzung wieder ins Nationalteam berufen, kam jedoch nicht zum Einsatz. Obungu war im Kader für den CECAFA-Cup 2013 vorgesehen, konnte jedoch wegen eines gebrochenen Daumens nicht daran teilnehmen,

### Sonstiges
Obungu ist Schirmherr des Vereins Pumwani United.

## Erfolge
- Kenianischer Meister: 2009
- FKL-Cup: 2010